# واتسلاف ویخ
واتسلاف ویخ (به چکی: Václav Vích) (۱۸ ژانویهٔ ۱۸۹۸ – ۱۴ سپتامبر ۱۹۶۶) فیلم‌بردار اهل جمهوری چک بود.
او فیلم‌برداری فیلم‌هایی همچون گناهکار، ملکه اسکالا، نخستین عشق، معشوقه پنهانی، افسانه فاوست و سواره‌نظام را بر عهده داشته‌است.